# Crítica do valor
Crítica do valor é uma corrente teórica alemã surgida nos anos 1980, que elabora uma crítica radical da sociedade capitalista para além do ponto de vista marxista tradicional chamada Wertkritik. A crítica do valor parte de uma reinterpretação da crítica do capitalismo de Marx, com ênfase nas suas categorias básicas como “valor”, “mercadoria” e “trabalho”. Ela nasceu como uma corrente no interior da esquerda alternativa organizada em torno do teórico alemão Robert Kurz e da revista Crítica marxista (Marxistische Kritik). Os primeiros textos da então chamada “crítica fundamental do valor” remontam a meados da década de 1980. Aos poucos, a crítica do valor, como passou a ser chamada na década de 1990, rompe com o “ponto de vista da luta de classes” e da ontologia do trabalho para se afirmar como uma corrente teórica pós-marxista. A ênfase renovada na lógica do valor e no caráter fetichista das relações sociais leva a uma análise da “socialização pelo valor” como “fim em si mesmo”, que resgata o conceito de “sujeito automático” esboçado por Marx em O Capital. Outro aspecto central das formulações iniciais da crítica do valor é a crítica da ontologização das categorias modernas como “trabalho”, “economia” e “política”.

## Crítica marxista (1986-89)
Um ponto central da argumentação da crítica do valor é a sua teoria da crise, apresentada pela primeira vez no ensaio A crise do valor de troca. Força produtiva ciência, trabalho produtivo e reprodução capitalista, de Robert Kurz, publicado no primeiro número da revista Marxistische Kritik. Esse primeiro número conta também com o ensaio de Ernst Lohoff, A categoria trabalho abstrato e seu desenvolvimento histórico. Em Trabalho abstrato e socialismo (MK n. 3, 1987), Robert Kurz expõe a sua interpretação da teoria do valor de Marx em contraste com as teorias de H. G. Backhaus, Isaak I. Rubin e Alfred Sohn-Rethel. Ele demonstra, igualmente, que o chamado socialismo real jamais superou a lógica do trabalho abstrato. No volume 6 da MK, a posição crítica do valor se diferencia do marxismo acadêmico neorreformista em Tudo sob controle no navio a pique. Superacumulação, crise da dívida e “política”, de Robert Kurz, e da ideologia keynesiana em Consumo estatal e falência estatal. A absorção de trabalho vivo como fundamento do ciclo de crise capitalista, de Ernst Lohoff. Ainda no contexto da antiga “crítica marxista”, destaca-se a série de quatro artigos de Peter Klein sobre a Revolução de Outubro que, em 1991, seria reeditada como livro: As ilusões de 1917. O antigo movimento operário como auxiliar do desenvolvimento da democracia moderna. Uma síntese do projeto da “crítica fundamental do valor” elaborada por Robert Kurz na forma de manifesto foi publicada pela editora Imk, em 1988, com o título Em busca do objetivo socialista perdido. Em O fetiche da luta de classes. Teses sobre a desmitologização do marxismo (MK n. 7, 1989), de Kurz e Lohoff, finalmente, ocorre uma ruptura decisiva com a antiga posição marxista.

### A revista Krisis - contribuições para a crítica da sociedade da mercadoria (1990-2010)
Em 1990, a revista Crítica marxista muda de nome para Krisis. A numeração, no entanto, sugere a continuidade entre as duas revistas. Assim, pode-se ler no Editorial de Krisis 8/9: “Como não lutamos mais sob a bandeira do marxismo, tendo demolido esse edifício antes tão esplendoroso ... se continuássemos a nos ater a um nome que agora faz parte da história apenas criaria confusão... Queremos ressaltar com a continuidade de numeração que não houve alteração do conteúdo com a mudança de nome e que a ‘Krisis’ continuará com a abordagem da crítica do valor”), se continuássemos a nos ater a um nome que agora faz parte da história apenas criaria confusão”. O primeiro número da Krisis [n.8/9] assinala a consolidação da mudança de perspectiva com o ensaio de Robert Kurz “Quarta-feira de cinzas do marxismo. O canto do cisne da esquerda e a crítica da economia política”. No mesmo número, Johanna W. Stahlmann, em A quadratura do círculo. Mecanismo de funcionamento e colapso da economia planejada soviética, elabora a primeira análise das contradições internas dos “mercados planejados” a partir do conceito de concorrência negativa. Esta também será a base da interpretação da derrocada do “socialismo de caserna” feita por Robert Kurz no livro O colapso da modernização, de 1991. Neste longo ensaio, que é até hoje um dos seus escritos de maior repercussão, Kurz descreve o colapso do socialismo do Leste não como a vitória do da democracia de mercado do Ocidente, mas como o início do processo de uma crise global fundamental que deve alcançar os países centrais da economia mundial. Também em 1991, em Krisis 10, aparece a contribuição decisiva de Robert Kurz para a ruptura com o conceito ontológico de trabalho: A honra perdida do trabalho. O socialismo dos produtores como impossibilidade lógica.
Outros temas recorrentes nos primeiros anos do grupo Krisis são a economia política da crise da unificação alemã, que mereceu dois livros de Kurz, A vingança de Honecker (1991) e O retorno de Potemkin (1993), e a análise da emergência do novo radicalismo de direita na Alemanha como parte da crise das instituições democráticas, que se tornam cada vez mais selvagens com o agravamento da crise. Essas análises foram reunidas no volume Os bebês de Rosemary: a democracia e seus radicais de direita (1993), com contribuições de Robert Kurz, Ernst Lohoff, Norbert Trenkle, Gaston Valdivia e Johanna W. Stahlmann. Nesse contexto de formação da crítica do valor, o correu uma incorporação progressiva da problemática de gênero, que até então não desempenhava um papel significativo na elaboração da crítica do valor. Particularmente importante aqui é o papel do ensaio de Roswitha Scholz, O valor é o homem. Teses sobre a socialização pelo valor e a relação entre os sexos, publicado em Krisis 12 (1992), que rompe com uma concepção monista da “socialização pelo valor” e estabelece o princípio da cisão estrutural do valor para avançar numa redefinição fundamental da relação entre capitalismo e patriarcado. Outra contribuição importante no número 12 da revista, dedicado ao problema de gênero, é a de Ernst Lohoff, Sexo e trabalho. Sobre a crítica da ontologia do trabalho no debate feminista.
Ao longo da década de 1990, a Krisis vai discutir o processo de crise do capitalismo a partir de diferentes aspectos e também os mecanismos de adiamento da crise fundamental a partir da expansão do capital fictício. Destaca-se aqui o ensaio de Robert Kurz, A ascensão do dinheiro aos céus. Os limites estruturais da valorização do capital, o capitalismo de cassino e a crise financeira global (1995), que constitui também um importante desenvolvimento da teoria da crise apresentada na década de 1980. O debate sobre o novo antissemitismo estrutural, sempre relacionado com uma crítica reduzida do capitalismo, que se dirige, sobretudo, ao “capital especulativo” em nome dos “postos de trabalho honestos”, também tem um lugar destacado nas páginas da Krisis, desde a contribuição de Lohoff, De Auschwitz a Bagdá. Notas sobre as admiráveis transformações do antissemitismo, de 1991, que incorpora pela primeira vez a teoria do antissemitismo de Moishe Postone, até a análise fundamental de Robert Kurz, Economia política do antissemitismo e Vizinhança desconfortável. Notas sobre a relação entre marxismo-leninismo e antissemitismo de Robert Bösch, ambos de 1995. No ano seguinte, é publicado pela editora Horlemann o volume A terceira via na guerra civil. Iugoslávia e o fim da modernização recuperadora, de Ernst Lohoff. O problema das mediações práticas da crítica social apareceu como o tema central em Krisis 18 e 19, a exemplo de Crise e libertação – libertação na crise – uma divagação pós-política, de Lohoff, e Antieconomia e antipolítica. Sobre a reformulação da emancipação social após o fim do marxismo, de Kurz. Nos volumes 20 e 21-22, por sua vez, o tema principal é a crítica do pós-modernismo como reflexo teórico do período de simulação do capitalismo de cassino, com destaque para as contribuições de Roswitha Scholz, O asselvajamento do patriarcado na pós-modernidade e Moishe Postone, Desconstrução como teoria social. Derrida sobre Marx e a nova ordem mundial, ambos em (Krisis 21-22). A contribuição de Kurz em Krisis 20, “Enófilos de todos os países, uni-vos!” vai aparecer em forma bastante ampliada no livro O mundo como Vontade e Design. Pós-modernismo, lifestyle de esquerda e estetização da crise (1999).
Em 1999, mais duas obras do Grupo Krisis, o Manifesto contra o trabalho, que logo se tornou o texto mais difundido do grupo, e o volume coletivo Fim de turno! Onze investidas contra o trabalho, com contribuições de Robert Kurz, Ernst Lohoff, Norbert Trenkle, Roswitha Scholz, Franz Schandl e Karl Heinz Wedel, entre outros. Juntamente com essa ofensiva da crítica do trabalho, Kurz publica, nesse mesmo ano, o volumoso Livro nego do capitalismo. Um canto de despedida da economia de mercado, que apresenta uma história da formação e do desenvolvimento do capitalismo até a sua crise final, passando pelas três grandes revoluções industriais. Na sequencia, apareceu outra obra importante: O sexo do capitalismo. Teorias feministas e a metamorfose pós-moderna do capital (2000), de Roswitha Scholz, que amplia e reformula suas teses originais sobre a relação entre capitalismo e patriarcado.
Nos volumes seguintes da Krisis foram abordados os processos pós-políticos de administração da crise (em Krisis 23) e teve inicio uma discussão mais sistemática da crítica do sujeito, que ganhou forma no início dos anos 1990 e teve no ensaio Dominação sem sujeito. Sobre a superação de uma crítica social redutora (1993), de Robert Kurz, um importante ponto de referência. Kurz deu prosseguimento a essa abordagem em Krisis 25 (2001) com uma crítica dos valores ocidentais do Iluminismo burguês, notadamente em Razão Sangrenta. 20 teses contra o assim chamado Esclarecimento e os “valores ocidentais, além de outros artigos que o complementaram. Mais contribuições para a crítica do sujeito apareceram nessa mesma época: Robert Bösch, Entre a onipotência e a impotência. Sobre a psicopatologia do sujeito burguês (Krisis 23); Norbert Trenkle, Negatividade interrompida. Notas sobre a crítica de Horkheimer e Adorno a Kant e ao Esclarecimento (Krisis 25); Karl Heinz Wedel, A descida do eu aos infernos. Sobre a crítica da vontade e da liberdade em Kant (Krisis 26). Essa discussão teórica vem acompanhada de uma análise paralela dos desdobramentos da administração repressiva da crise global com base na defesa dos valores ocidentais, já decifrados como uma autoafirmação da forma destrutiva do sujeito. Franz Schandl esboça essa problemática em A cruzada pós-moderna (Krisis 24). Na sequência, em Ordem da força e lógica do extermínio (Krisis 27), Lohoff investiga as transformações da guerra na história da sociedade da mercadoria e seu papel nos processos de ascensão e desintegração da ordem nacional estatal, enquanto Robert Kurz se debruça sobre as metamorfoses do imperialismo na era da globalização, no livro Guerra de ordenamento mundial, publicado em 2003 pela editora Horlemann.

#### A divisão do contexto da Krisis
O processo de divisão a partir das disputas internas em torno da crítica do valor levou o grupo Krisis à cisão, em 2004. Publicações de Robert Kurz, então o principal teórico do grupo, eram cada vez mais contestadas, ao passo em que outros autores, como Lohoff, eram criticados com frequência por outros membros da redação da Krisis por terem mantido o teorema da cisão de Roswitha Scholz como um “corpo estranho” em suas formulações.[1] Essa divisão levou, finalmente, à exclusão de Robert Kurz e Roswitha Scholz, bem como de outros membros da redação, do contexto associativo da Krisis. Esses membros já em 2004 fundaram uma nova associação, Exit! Crise e crítica da sociedade das mercadorias, e uma revista teórica com o mesmo nome. Nesse novo contexto, o tema da cisão aparece de forma mais enfática, daí que a elaboração teórica tenha sido denominada crítica do valor-cisão [ou valor-dissociação, conforme a as traduções corrente sem Portugal], para se diferenciar do antigo contexto da crítica do valor. Nos artigos da revista e no web site da Exit!, seus autores travaram uma longa polêmica contra o atual circulo da Krisis, referida como Krisis “restante”, com sucessivas acusações de regressão teórica, e não só no que diz respeito ao teorema do valor-cisão.[2] Na Krisis atual, por outro lado, seus principais autores afirmam que “o teorema do valor-cisão representa um passo importante no desenvolvimento teórico da crítica de valor... Portanto, concordamos em princípio com o teorema da cisão desenvolvido inicialmente por Roswitha Scholz. No entanto, encontramos uma insuficiência no fato de o valor ser pensado ali apenas como um princípio estrutural abstrato em um meta-nível e, desta maneira, a forma-sujeito aparecer como uma espécie de apêndice do valor, determinado por ele. Isso restringe inclusive a crítica do valor-cisão a um meta-nível muito abstrato, que deve então ser complementado por acréscimos sócio-psicológicos e de crítica da ideologia.”[3] Em outra crítica, K. H. Wedel [agora como “Lewed”], já em 2005, afirma que essa dimensão sócio-psicológica, que é repetidamente anunciada de modo programático por Scholz, ainda não foi devidamente concretizada em suas análises.

##### A Krisis depois da cisão
Após a exclusão de Robert Kurz, Roswitha Scholz e outros membros da redação, a Krisis continuou a ser publicada como revista impressa, pela editora Holermann, até 2010. Em Krisis 28 (2004), Norbert Trenkle responde aos críticos do Manifesto contra o trabalho no ensaio Crítica do trabalho e emancipação social. Na sequencia, aprofunda a crítica do ponto de vista de classe em duas contribuições: As sutilezas metafísicas da luta de classes Sobre as premissas tácitas de um estranho discurso nostálgico[1], Krisis 29 (2005), e Luta sem classes. Porque não há um ressurgimento do proletariado no processo de crise capitalista, Krisis 30 (2006). O processo de constituição do sujeito moderno é reconstituído por Ernst Lohoff em O reencantamento do mundo , Krisis 29. O número 31 (2007) é quase todo dedicado á crítica da economia dos serviços e da informação, com destaque para as contribuições de Lohoff, O valor do conhecimento. Fundamentos de uma Economia Política do Capitalismo da Informação e Peter Samol, Trabalho sem valor. Sobre o fracasso da ‘sociedade de serviços’ e sua relação com a distinção entre trabalho produtivo e improdutivo. Em Krisis 32 (2008), a maior parte das contribuições encontra-se sob a rubrica do tema “Cruzada e Jihad”, a exemplo de A exumação de Deus. Da santa nação ao reino dos céus global, de Lohoff e O gran final do universalismo. O islamismo como fundamentalismo da forma moderna, de K. H. Lewed.[2] O mesmo autor dá continuidade a esse tema na Krisis 33 (2010), com A experiência do despertar como último grito. O islamismo e a subjetividade racional-irracional da sociedade da mercadoria.

##### Uma nova bifurcação teórica
Com o fim da edição impressa da revista Krisis, as publicações seguiram em novo formato.[1] Em 2012, Ernst Lohoff e Norbert Trenkle publicaram o livro A grande desvalorização. Porque a especulação e a dívida pública não são a causa da crise[2], que explica as causas fundamentais da grande crise financeira de 2008 e desenvolve uma teoria original sobre o capital fictício e o adiamento do processo de crise global. A partir da publicação de A grande desvalorização, a elaboração teórica do grupo Krisis entra em uma nova fase, cujo ponto principal é a reformulação da teoria da acumulação no contexto do capital fictício por Ernst Lohoff em Acumulação de capital sem acumulação de valor (2015). Lohoff desenvolve a partir daí os conceitos de “capitalismo inverso” e de “mercadorias de segunda ordem”, a partir do qual ele faz uma crítica das teorias do capital fictício elaboradas até então pela crítica do valor. Essa formulação também vai de encontro às formulações do livro Dinheiro sem valor, de Robert Kurz, publicado postumamente também em 2012. Nas palavras de Lohoff: Dinheiro sem valor, de Robert Kurz, e A grande desvalorização, de Norbert Trenkle e meu, marcam uma espécie de bifurcação no processo de formação da teoria da crítica do valor. Naturalmente, ambas as publicações têm um ponto de partida semelhante, na medida em que querem superar as deficiências da anterior argumentação da crítica do valor e clarificar o enfoque da teoria, mas as direções em que marcham as teorias são diametralmente opostas. Sem apontar explicitamente, ambas as publicações realizam reformulações de grande alcance na construção teórica da crítica do valor: a segunda parte de A grande desvalorização reformula a compreensão da categoria de capital fictício presente na discussão anterior da crítica do valor e, com a teoria das mercadorias de segunda ordem, estabelece um novo fundamento teórico para a ideia antiga da crítica do valor de que o capitalismo baseia-se em produção de valor futuro. Robert Kurz faz uma revisão muito mais ampla. Em Dinheiro sem valor, ele abandona um princípio teórico básico, até agora considerado obvio para os representantes da abordagem da crítica do valor no campo da crítica da economia política. Desde os primórdios do grupo Krisis, sempre fomos guiados pelo método da ascensão sucessiva do abstrato ao concreto, cuja fonte vem dos escritos de crítica econômica de Marx. (Cf. MEW 42, p. 34 e ss. [78])”.[3]

##### Krisis em português
As primeiras traduções do grupo Krisis para o português apareceram ainda nos anos 1990, com destaque para o Manifesto contra o trabalho. Essas traduções continuaram, também em Portugal, até 2004, quando ocorreu a cisão do grupo. Em 2006, a editora Antigona, de Lisboa, publicou As aventuras da mercadoria. Para uma nova crítica do valor[1], de Anselm Jappe, um colaborador da Krisis durante a década de 1990, que fez uma síntese do debate alemão, voltada inicialmente para o público francês. O subtítulo dessa obra deu origem a mal-entendidos, como se a crítica do valor desenvolvida por Robert Kurz e pelo Grupo Krisis fosse a continuação direta da tradição que remonta ao marxismo crítico dos anos 1920. Jappe se tornou conhecido no Brasil com seu livro Guy Debord, publicado em 1999. Após o lançamento de As aventuras da mercadoria, a colaboração de Jappe com os contextos da Krisis e da Exit diminuiu e o autor seguiu uma linha de pensamento mais autônoma, dialogando com algumas correntes anticapitalistas influentes na França e com uma “crítica do sujeito”[2] formulada igualmente de modo autônomo em relação ao contexto alemão.
Durante muitos anos os textos da Krisis e a sua intensa elaboração teórica permaneceram quase exclusivamente restritas à língua alemã. Mais recentemente, apareceram traduções das contribuições de Norbert Trenkle e Ernst Lohoff na França e na Itália e também no Brasil e nos países de língua espanhola. Algumas das novas traduções para o português, realizadas por um coletivo de tradutores do Rio de Janeiro que se dedica à difusão da crítica do valor (e do valor-cisão) foram publicadas na revista Sinal de Menos. Em 2020, surgiu um novo espaço para os textos em língua portuguesa, que é também uma editora.[3] O primeiro lançamento é uma edição comemorativa do Manifesto contra o trabalho, em nova tradução, com um adendo de Norbert Trenkle.[4]
Em 2017, esse coletivo realizou uma Conversa com Ernst Lohoff e Norbert Trenkle (grupo Krisis) sobre a crítica de valor, a crise fundamental do capitalismo e o crescente irracionalismo social [5], a propósito dos 30 anos da revista Krisis. A iniciativa Krisis em português também está no facebook, na página Krisis - Crítica da sociedade da mercadoria.